# Mount Carroll
Mount Carroll ist eine Kleinstadt und der Verwaltungssitz des Carroll County im Nordwesten des US-amerikanischen Bundesstaates Illinois unweit des Ostufers des Mississippi River. Das U.S. Census Bureau hat bei der Volkszählung 2020 eine Einwohnerzahl von 1.479 ermittelt.

## Geografie
Mount Carroll liegt auf 42°05'44" nördlicher Breite und 89°58'37" westlicher Länge. Die Stadt erstreckt sich über eine Fläche von 13,2 km², die ausschließlich aus Landfläche besteht.
Mount Carroll liegt 17 km östlich von Savanna, wo der Mississippi River die Grenze nach Iowa bildet.
St. Louis in Missouri liegt 457 km im Süden, Chicago 229 km im Osten, Wisconsins Hauptstadt Madison 159 km im Nordosten, Cedar Rapids in Iowa 166 km im Westen und die Quad Cities in Iowa und Illinois 97 km im Südwesten.

## Demografische Daten
Bei der Volkszählung im Jahre 2000 wurde eine Einwohnerzahl von 1832 ermittelt. Diese verteilten sich auf 765 Haushalte in 501 Familien. Die Bevölkerungsdichte lag bei 372,3/km². Es gab 855 Gebäude, was einer Bebauungsdichte von 161,2/km² entspricht.
Die Bevölkerung bestand im Jahre 2000 aus 98,53 % Weißen, 0,16 % Afroamerikanern, 0,27 % Indianern, 0,27 % Asiaten und 0,33 % anderen. 0,44 % gaben an, von mindestens zwei dieser Gruppen abzustammen. 1,31 % der Bevölkerung bestand aus Hispanics, die verschiedenen der genannten Gruppen angehörten.
24,4 % waren unter 18 Jahren, 7,9 % zwischen 18 und 24, 26,0 % von 25 bis 44, 21,9 % von 45 bis 64 und 19,7 % 65 und älter. Das durchschnittliche Alter lag bei 40 Jahren. Auf 100 Frauen kamen statistisch 95,9 Männer, bei den über 18-Jährigen 88,7.
Das durchschnittliche Einkommen pro Haushalt betrug $34.861, das durchschnittliche Familieneinkommen $40.511. Das Einkommen der Männer lag durchschnittlich bei $29.292, das der Frauen bei $22.212. Das Pro-Kopf-Einkommen belief sich auf $16.455. Rund 5,1 % der Familien und 8,5 % der Gesamtbevölkerung lagen mit ihrem Einkommen unter der Armutsgrenze.